# Nemesis Tesserae (quadrangle)

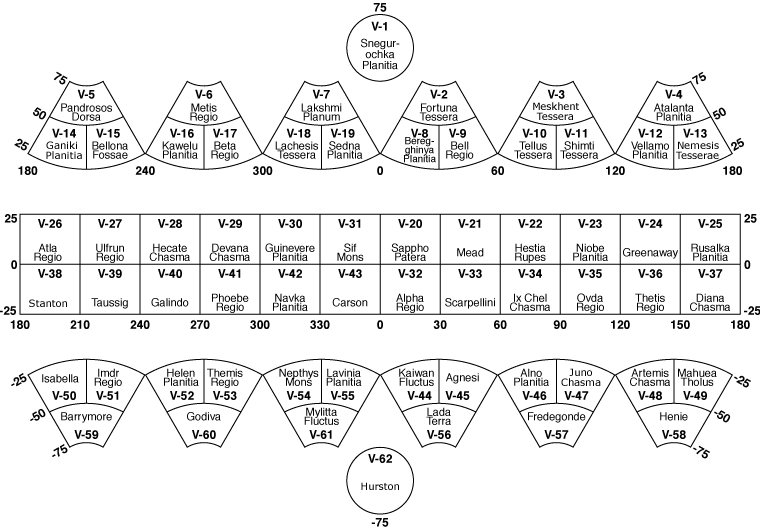
Quadrangles op Venus op schaal 1 : 5.000.000

Nemesis Tesserae (V–13; breedtegraad 0°–0° N, lengtegraad 0°–0° E) is een quadrangle op de planeet Venus. Het is een van de 62 quadrangles op schaal 1 : 5.000.000. Het quadrangle werd genoemd naar de gelijknamige tesserae die op hun beurt werden genoemd naar Nemesis, de godin van de vergelding uit de Griekse mythologie.
Nemesis Tesserae bestaat uit een langwerpig gecentraliseerd vervormd laagland, overspoeld door vulkanische afzettingen en wordt omringd door de Vedma Dorsa-gordel in het westen en Nemesis en Athena Tesserae in het oosten. In tegenstelling tot laaglanden met meer gelijke dimensies (bekkens) zoals Atalanta en Lavinia Planitiae, heeft het gebied van Nemesis Tesserae langgerekte laaglandgebieden, ingesloten tussen verhoogde gebieden. Het quadrangle is een belangrijk gebied voor de analyse van processen van bekkenvorming en vulkanische overstromingen.

## Geologische structuren in Nemesis Tesserae
Chasma
- Ganis Chasma

Dorsa
- Frigg Dorsa
- Vedma Dorsa

Fluctus
- Bolotnitsa Fluctus

Inslagkraters
- Anaxandra
- Datsolalee
- Oshalche
- Pasha
- Udyaka

Paterae
- Fedosova Patera

Planitiae
- Atalanta Planitia
- Llorona Planitia
- Vellamo Planitia

Tesserae
- Athena Tessera
- Nemesis Tesserae

Valles
- Baltis Vallis
- Hoku-ao Vallis
- Jutrzenka Vallis